# Mastermind (Martinique Jason)
Pour les articles homonymes, voir Mastermind (homonymie).
Mastermind est un personnage appartenant à Marvel Comics. Elle apparaît pour la première fois dans Wolverine / Gambit : Victims # 1 (septembre 1995)

## Histoire
Martinique Jason est la fille du Cerveau, elle a choisi comme lui la voie de la criminalité... 
Elle apparaît tout d'abord au côté d'Arcade pour piéger Gambit et Wolverine, qu'elle tient pour responsable de meurtres en série, dont l'une des victimes est Miss Locke, bras droit d'Arcade. Lorsqu'elle découvre que son associé est le véritable coupable, elle imprime dans son esprit l'image d'un monde rempli de sosies de Locke.
Elle a intégré la Confrérie des mauvais mutants de Mystique réunie pour assassiner le Sénateur Robert Kelly mais sera arrêtée par Cable et les X-Men et jetée en prison...
Plus tard recrutée — contre son gré — dans l'X-Corps du Hurleur et maintenue en stase, elle devient la clé de voûte de l'organisation en contrôlant les super-vilains du groupe, tels le Colosse ou Fever Pitch. Une fois libérée, elle rejoindra une fois de plus les rangs de Mystique qui tentera de prendre l'organisation de l'X-Corps... Elle participera au pillage de Paris avant de prendre la fuite. 
On ignore quelles sont les activités de Martinique à l'heure actuelle.

## Pouvoirs
Martinique Jason est une puissante illusionniste. Elle aurait aussi des pouvoirs psioniques et télépathiques comme sa sœur, Lady Mastermind...